# Sananda Fru
Sananda Fru (* 28. August 2003) ist ein deutscher Basketballspieler.

## Werdegang

### Vereinslaufbahn
Fru wurde als Jugendlicher zunächst bei den Vereinen DBC Berlin und ASV Moabit ausgebildet. In der Jugend-Basketball-Bundesliga spielte Fru für den DBV Charlottenburg. und geriet durch seine Leistungen ins Blickfeld der deutschen U18-Nationalmannschaft. Für den Verein Berlin Tiger trat er in der Nachwuchs-Basketball-Bundesliga (NBBL) an, im Vorfeld der Saison 2020/21 wechselte Fru nach Braunschweig. In Niedersachsen wurde er Mitglied der NBBL-Mannschaft sowie der Herrenmannschaft der SG Braunschweig in der 2. Regionalliga und erhielt Aufnahme ins erweiterte Aufgebot des Bundesligisten Basketball Löwen Braunschweig. Seine Bildung setzte er in der Stadt als Internatsschüler an der Christophorusschule fort. Unter Trainer Peter Strobl gab Fru Anfang April 2021 gegen Ulm seinen Einstand in der Basketball-Bundesliga.
Im Februar 2025 gab Fru seinen Entschluss bekannt, zur Saison 2025/26 an die University of Louisville (US-Bundesstaat Kentucky) zu wechseln. Er wurde in der Saison 2024/25 als bester Nachwuchsspieler der Bundesliga ausgezeichnet.

### Nationalmannschaft
Bei der U20-Europameisterschaft im Sommer 2022 gehörte Fru zu den Leistungsträgern der deutschen Mannschaft (7,9 Punkte, 6,1 Rebounds/Spiel). Im Sommer 2023 war er wieder Teilnehmer einer U20-EM. Er erzielte bei dem Turnier 8,3 Punkte sowie 5,7 Rebounds je Begegnung.

## Karriere-Statistiken

### Bundesliga

#### Hauptrunde
| Saison    | Team         | GP  | GS | MPG   | FG % | 3P % | FT % | RPG | APG | SPG | BPG | PPG  |
| --------- | ------------ | --- | -- | ----- | ---- | ---- | ---- | --- | --- | --- | --- | ---- |
| 2020–2021 | Braunschweig | 1   | 0  | 04:27 | .000 | .000 | .000 | 2.0 | 0.0 | 0.0 | 1.0 | 0.0  |
| 2021–2022 | Braunschweig | 17  | 0  | 07:55 | .667 | .375 | .286 | 1.1 | 0.1 | 0.1 | 0.1 | 1.9  |
| 2022–2023 | Braunschweig | 32  | 13 | 15:03 | .540 | .273 | .686 | 2.3 | 0.2 | 0.3 | 0.9 | 3.5  |
| 2023–2024 | Braunschweig | 26  | 10 | 18:46 | .657 | .333 | .640 | 3.8 | 0.6 | 0.8 | 0.9 | 6.5  |
| 2024–2025 | Braunschweig | 29  | 28 | 25:49 | .660 | .308 | .768 | 6.2 | 0.7 | 0.9 | 1.6 | 12.3 |
| Gesamt    | Gesamt       | 105 | 51 | 17.7  | .618 | .311 | .626 | 3,5 | 0.4 | 0.5 | 0.9 | 6.4  |

Quelle: 

## Auszeichnungen

### Als Vereinsspieler
- Bester deutscher Nachwuchsspieler U22 der Basketball-Bundesliga: 2025[7]